# Die Seeschlacht
Pour plus de détails, voir Fiche technique et Distribution.
Die Seeschlacht est un film allemand réalisé par Richard Oswald et sorti en 1917.

## Synopsis
Inconnu.

## Fiche technique
- Titre : Die Seeschlacht
- Réalisation : Richard Oswald
- Pays d'origine : Empire Allemand
- Format : Noir et blanc - 1,33:1 - Film muet
- Genre : drame
- Date de sortie : 1917

## Distribution
- Emil Jannings
- Werner Krauss
- Conrad Veidt
- Paul Wegener [1]